# Sasha Hostyn
Sasha „Scarlett“ Hostyn (* 14. Dezember 1993 in Ontario) ist eine kanadische E-Sportlerin in StarCraft 2.
In StarCraft 2 gehört sie sowohl nach gewonnenem Preisgeld als auch nach dem Elo-System seit September 2012 nahezu durchgehend zu den 50 besten Spielern der Welt und den zehn besten nichtkoreanischen Spielern. Stand April 2023 hat sie über 445.000 Dollar Preisgeld gewonnen.

## Karriere
Scarlett begann im April 2011 mit StarCraft 2. Im April 2012 trat sie dem französischen Team Eclypsia bei, wechselte jedoch kurze Zeit später zu Team Acer, für das sie bis 1. März 2016 spielte. Schon bei ihrem ersten Offline-Event auf der IPL 4 überraschte sie durch Siege gegen stärker eingeschätzte Spieler. Ihren endgültigen Durchbruch hatte sie jedoch etwas später bei der kanadischen Meisterschaft und der nordamerikanischen Meisterschaft im Sommer 2012, die sie jeweils überraschend für sich entschied. Bei den folgenden Weltmeisterschaften überstand sie zwar die Gruppenphase, schied jedoch in der ersten K.O.-Runde gegen den späteren Titelträger des Turniers Won Lee-sak (PartinG) aus Südkorea aus.
Im Jahr 2013 wurden alle großen Turniere (Premier Events) in StarCraft 2 von Koreanern gewonnen, wobei Scarlett als eine von nur 4 Nicht-Koreanischen Spielern ein Finale erreichte. Im Endspiel der NorthCon unterlag sie jedoch Lee Jae-dong (Jaedong) mit 2:4. Die anderen drei Spieler waren Ilyes Satouri (Stephano) aus Frankreich, Johan Lucchesi (NaNiwa) aus Schweden und Jens Aasgaard (Snute) aus Norwegen.
Auf der 2013 umstrukturierten WCS Amerika war ihr bestes Resultat eine Halbfinalteilnahme in der zweiten von drei Saisons, wobei zu bemerken ist, dass diese im Gegensatz zu 2012 auch für Spieler aus anderen Ländern (insbesondere Südkorea) offen waren. Darüber hinaus erreichte sie vordere Platzierungen beim Intel Extreme Masters in Singapur (Viertelfinale) und den Red Bull Battle Grounds New York City (Dritter Platz).
Im Dezember 2013 unterlag sie in einem Showmatch gegen NaNiwa mit 2:4. Mit einer Matchbörse von 14 Bitcoins (zum Zeitpunkt der Austragung etwa 9.000 $) handelte es sich um das bis dahin höchstdotierte StarCraft-2-Showmatch. Das Preisgeld wurde im Verhältnis 80:20 aufgeteilt.
Anfang des Jahres 2014 hatte sie mit einem kleineren Formtief zu kämpfen und schied in der WCS America Season 1 und 2 jeweils früh aus. Zwischenzeitlich wurde bekannt, dass sie für einige Monate nach Südkorea zieht, um bessere Trainingsmöglichkeiten zu haben. Mitte des Jahres 2014 erzielte sie wieder mehrere vordere Platzierungen beim HomeStory Cup, den Red Bull Battlegrounds und bei der MLG Anaheim.
2015 spielte Scarlett nur wenige Turniere. Seit dem 17. August 2016 spielte sie für fast zwei Jahre für Team expert. Ende 2016 gelang ihr mit dem Sieg bei den American Finals der WESG ihr erster größerer Turniersieg seit langem. Anfang 2018 erzielte sie ihren größten Erfolg mit dem Sieg beim Intel Extreme Masters in Pyeongchang, welches in Kooperation mit dem IOC kurz vor Beginn der Olympischen Winterspiele ausgetragen wurde. Im Finale schlug sie dort den zweifachen Weltmeister Kim Yoo-jin (sOs) aus Südkorea mit 4:1 und gewann ein Preisgeld von 50.000 $.
Ab Ende 2018 spielt Scarlett für die chinesische Organisation Newbee. Scarlett tritt als eine der wenigen Foreigner regelmäßig in der koreanischen GSL an.
Im Februar 2021 gab Scarlett bekannt zum neu gegründete Team Shopify Rebellion gewechselt zu sein.

## Privates
In einem Interview bezeichnete sich Sasha Hostyn 2014 als transgender. Hostyn äußerte sich diesbezüglich so, dass dies für die E-Sport-Karriere keine Rolle spielen sollte, während aus der Online-Community, insbesondere über die Online-Streaming-Plattform Twitch negative Ansichten darüber geäußert werden, welche Hostyn auch damit ansprach. Offizielle E-Sport-Seiten und Veranstalter betitelten Hostyn mit weiblichen Artikeln und verzichten auf weitere Erklärungen, wie beispielsweise die deutsche Liquipedia, welche sich spezifisch dem Starcraft-E-Sport widmet.

## Ergebnisse
| Jahr      | Turnier                                     | Platz        | Preisgeld |
| --------- | ------------------------------------------- | ------------ | --------- |
| Juli 2012 | WCS Canada Nationals                        | 1. Platz     | 06.000 $  |
| Aug. 2012 | WCS North America Finals                    | 1. Platz     | 24.000 $  |
| Nov. 2012 | Battle.net World Championship               | 9.–16. Platz | 03.500 $  |
| Aug. 2013 | WCS Season 2 Amerika                        | 3.–4. Platz  | 07.000 $  |
| Aug. 2013 | WCS Season 2 Finals                         | 5.–8. Platz  | 07.500 $  |
| Nov. 2013 | Red Bull Battle Grounds New York City       | 3. Platz     | 06.000 $  |
| Dez. 2013 | ASUS ROG 2013 auf der Northcon              | 2. Platz     | 05.000 $  |
| Jan. 2014 | MLG GameOn Invitational                     | 1. Platz     | 03.000 $  |
| Juni 2014 | HomeStory Cup IX                            | 3./4. Platz  | 02.500 $  |
| Juni 2014 | Red Bull Battle Grounds: North America 2014 | 1. Platz     | 04.600 $  |
| Juni 2014 | MLG Anaheim                                 | 4. Platz     | 03.500 $  |
| Okt. 2014 | WCS Season 3 Amerika                        | 5.–8. Platz  | 05.000 $  |
| Juni 2016 | HomeStory Cup XIII                          | 2. Platz     | 04.000 $  |
| Okt. 2016 | WESG 2016 – American Finals                 | 1. Platz     | 11.800 $  |
| Jan. 2017 | WESG 2016 – Grand Finals                    | 5.–8. Platz  | 08.000 $  |
| Feb. 2018 | IEM 2018 – Pyeongchang                      | 1. Platz     | 50.000 $  |
| März 2018 | WESG 2017 – Grand Finals                    | 5./8. Platz  | 10.000 $  |
| März 2018 | GSL Season 1 – 2018                         | 5./8. Platz  | ~4.700 $  |
| März 2019 | WESG 2018 – Grand Finals                    | 4. Platz     | 10.000 $  |